# Fritz Riess

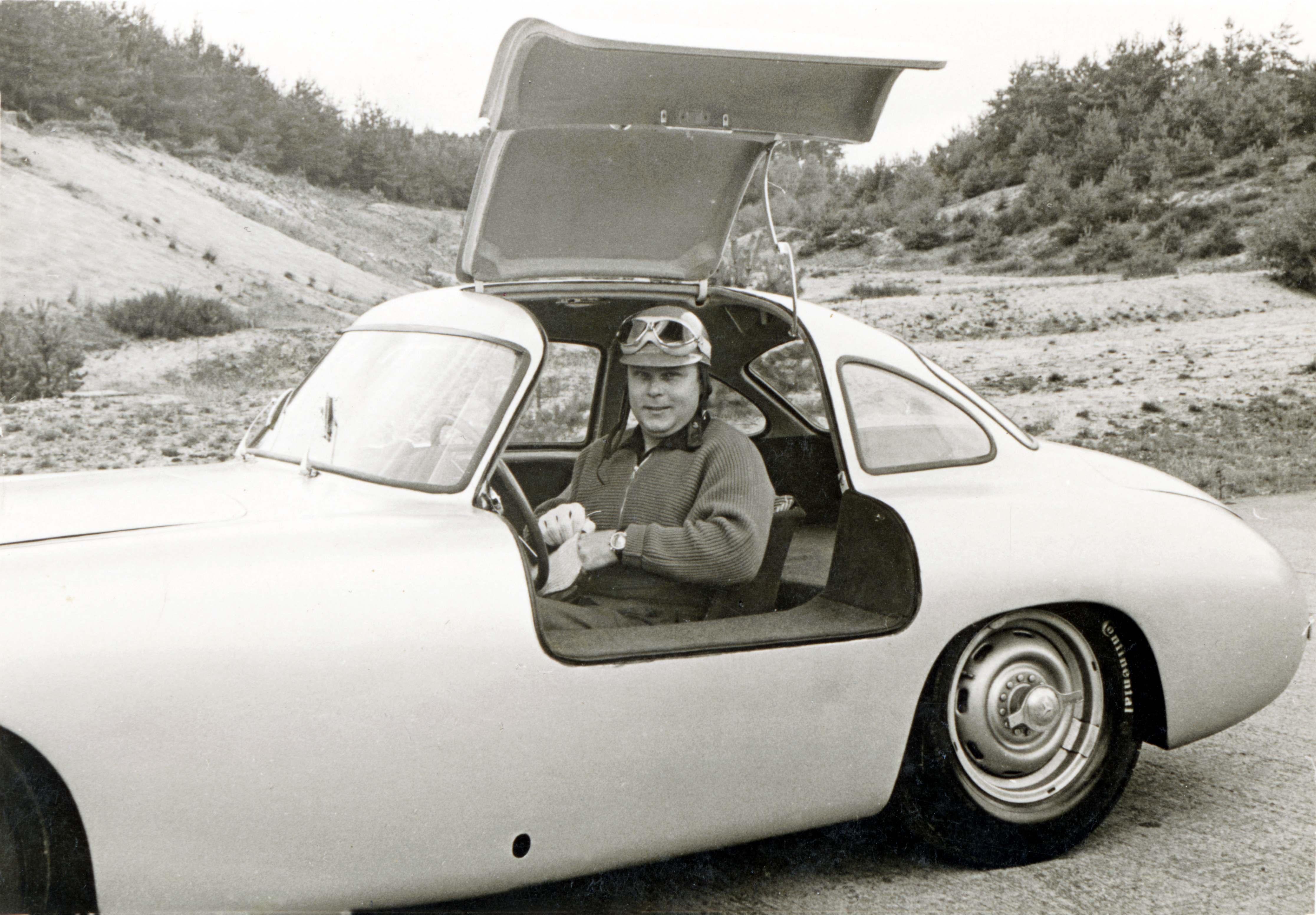
Fritz Riess

Fritz Riess of  Fritz Rieß (Neurenberg, 11 juli 1922 – Samedan, Zwitserland, 15 mei 1991) was een Formule 1-coureur uit Duitsland. Hij nam deel aan zijn thuisrace in 1952 voor het team Veritas, maar finishte als 7e en scoorde zo geen punten.
Hij won de 24 uur van Le Mans in 1952 voor het team Mercedes-Benz en deelde de auto met Hermann Lang.